# Museros
Museros es un municipio de la Comunidad Valenciana (España) perteneciente a la comarca de Huerta Norte, en la provincia de Valencia. Su población es de 6739 habitantes (INE 2024).

## Geografía
El término municipal está situado en la zona septentrional de la Huerta de Valencia y cuenta con un clima mediterráneo. Se encuentra a 11 km de la capital (Valencia), mientras que la costa dista a 2 km del casco urbano. Su superficie, de 12,45 km², es llana con una ligera pendiente de noroeste a sudeste. Los únicos accidentes geográficos se sitúan en la zona noroccidental del término en los límites de este con los de Rafelbuñol y Náquera, donde se sitúan unas lomas que alcanzan unos 95 m de altura y que son las últimas estribaciones del sistema Ibérico.
El término del pueblo envuelve por completo al del pequeño municipio de Emperador.
Localidades limítrofes
| Noroeste: Náquera y Rafelbuñol        | Norte: Masamagrell        | Noreste: Masamagrell y Masalfasar |
| ------------------------------------- | ------------------------- | --------------------------------- |
| Oeste: Moncada y Albalat dels Sorells | Museros                   | Este: Albuixech                   |
| Sureste: Albalat dels Sorells         | Sur: Albalat dels Sorells | Sureste: Valencia (exclave)       |

## Historia
Correspondientes al periodo de plena romanización, se conocen diversos puntos con importantes vestigios que pueden atribuirse a villas rústicas. En el Llano de Montal de la partida de la Sínia; en Maquives en junto al Camino Viejo de la Calderona; en un montículo de la Marta, entre el Puente de la Gombalda y la masía de Bernal; en el Pincho, próximo al último lugar mencionado, entre el Puente de la Gombalda y la Acequia Real de Moncada. También se han señalado hallazgos de la plena romanización en la balsa de Garró al noroeste de la Marta en la caseta de los Pelps, en la Chopera, en la Huitena, en la Loma de Montalar, en el Masía del Abaniquero y en la Pinada del Tort.
El investigador Nicolau Primitiu Gómez Serrano señaló restos de conducciones de agua en distintos puntos de este término. Los más destacados se veían junto al Camino Viejo de la Calderona.
Durante la revolución neolítica, la zona de Museros y sus alrededores conformaban un marjal que ocupaba todo el territorio. Con la expansión demográfica y una transformación de la vida, se fomentó el cultivo del cereal en estas tierras. En consecuencia, a finales de esta era, Museros era un poblado de agricultores y pastores. En los posteriores siglos, en consecuencia a las rutas de transhumancia y las relaciones de intercambio entre Valencia y Sagunto, en época romana, contribuyeron al desarrollo de varios asentamientos alrededor de estas rutas comerciales.
Tras varios siglos de crisis y cambios medioambientales se dio lugar a ese paisaje de huerta. Durante esta época, los musulmanes habitaron y dieron el nombre actual al territorio, por lo que su origen es islámico, antes de ser conquistada la torre de Museros por Jaime I en 1235.

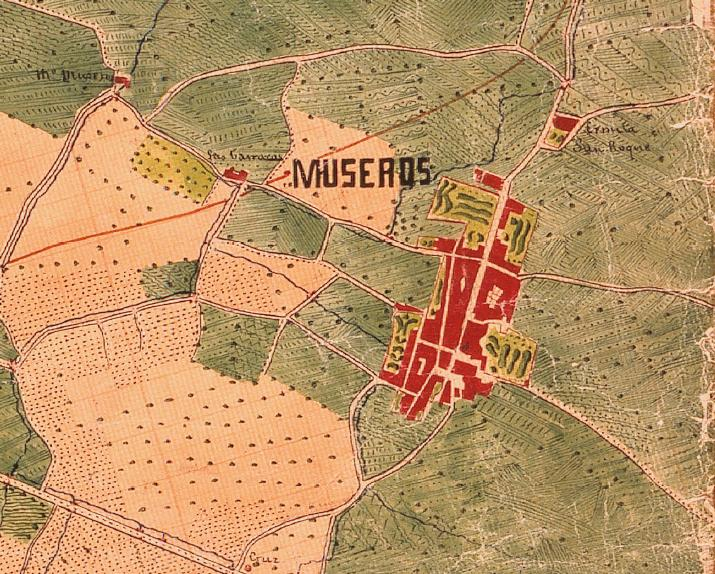
Museros en 1883.

Tras la conquista, la torre fue donada a la Orden de Santiago, que le concedió Carta puebla a fuero de Valencia en 1279. Posteriormente, en 1553, la orden de San Jaime otorgó una nueva carta puebla, si bien se reservó para sí el castillo, los hornos y la iglesia.
A partir de este momento, se incorpora el cristianismo a las vidas de los habitantes -musulmanes y cristianos- en una época marcada por las pestes, las guerras, la migración hacia la ciudad y la precariedad económica de los campesinos medievales.
Sin embargo, el siglo XVIII traería al municipio una época de esplendor gracias a la agricultura, que lo transformó en un paisaje agrícola densificado en todos los aspectos. Sus consecuencias llegaron en forma de una gran expansión económica y demográfica que posteriormente daría fama al pequeño pueblo valenciano.
Por último, después de una época de sufrimiento entre los muserencos a causa de la represión franquista, llegaron los años 1960 acompañados de una inesperada pero inmediata expansión demográfica y económica. La causa, el asentamiento de distintas industrias de capital foráneo y la llegada de castellanos como mano de obra. Estos dos factores provocaron la urbanización del antiguo Camino de Hondo y la expansión del territorio, de forma que se alejaría de la larga tradición agrícola y ganaría peso industrial.

## Demografía
Museros cuenta con una población de 6739 habitantes (INE 2024).
| Gráfica de evolución demográfica de Museros entre 1842 y 2021 |
| |
| Población de derecho según los censos de población del INE Población de hecho según los censos de población del INEEn 1978 crece el término del municipio porque incorpora a Emperador En 1985 disminuye el término del municipio porque independiza a Emperador |

En 1510, Museros concentraba unas 40 familias, y en 1572 ya eran 53. En 1713 había unas 475 personas, que aumentaron hasta 650 en 1787 y 1261 en 1877. En 1900 contaba con más de 1500 y de ahí el crecimiento fue muy rápido, alcanzando los 4000 habitantes ya en 1981. Cuenta con una población de 5072 habitantes según INE 2008. La gran mayoría de los habitantes se concentran en la villa y tan sólo un centenar de personas reside en las viviendas diseminadas del municipio.

## Economía
Aunque tradicionalmente la economía estuviese centrada en la agricultura, en la actualidad sólo ocupa al 6,2 % de la población activa. De las 1115 ha de cultivos, sólo 53 son de secano (50 de algarrobo) y las restantes de regadío, predominando los cítricos (926 ha, 700 de naranjo) y las hortalizas (136 ha). Estas tierras están regadas por la Acequia de Moncada y diversos pozos. Cuenta además con ganadería vacuna, porcina y granjas avícolas. Un 52 % de la población se dedica al sector servicios, un 14 % a la construcción y un 28 % a la industria. En el polígono de Museros destaca la alimentación, metalurgia, la construcción de maquinaria, la madera y el papel.
La renta bruta media del municipio ha ido creciendo con el paso de los años: 20 603 euros en 2013, 22 249 euros en 2017 y 25 927 euros en 2021, último año del que se tiene constancia. Del mismo modo, Museros también ha conseguido mejores datos con el paso del tiempo respecto a la deuda pública: 3760 millones de euros en 2009, 1790 millones de euros en 2014 y 435 millones de euros en 2022. Estos datos hablan de la buena salud económica y gestión financiera que se viene llevando a cabo en el territorio en los últimos años.

## Comunicaciones

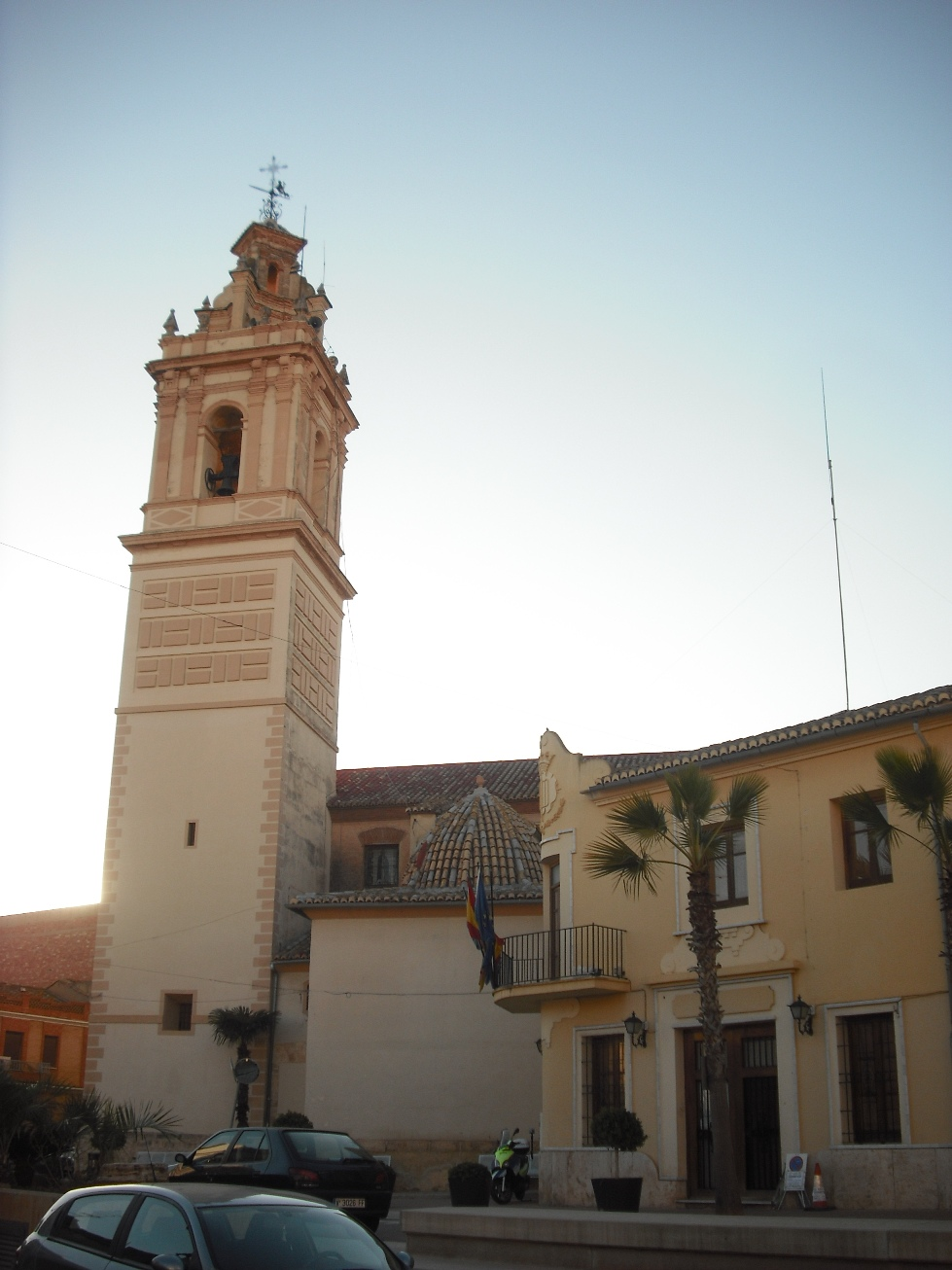
Iglesia y ayuntamiento.

Museros está comunicado con Valencia a través de la antigua carretera N-340, que parte desde ésta hacia Castellón de la Plana atravesando el territorio muserenco. Se puede acceder también a través de la CV-32 que comunica la V-21 (Valencia - Sagunto) con la A-7 (bypass), así como por la CV-300, cuya construcción terminó hace unos años. Estas vías se ven complementadas por una red de caminos y carreteras locales que enlazan Museros con Náquera, Rafelbuñol, Moncada, Masalfasar y Masamagrell.
El pueblo también goza de una parada en la línea 3 (línea roja) de Metrovalencia, la cual une Museros con la ciudad de Valencia y el aeropuerto.

## Administración y política
| Periodo   | Nombre                     | Partido   |
| --------- | -------------------------- | --------- |
| 1979-1983 | José María Simón Gimeno    | PSPV-PSOE |
| 1983-1987 | José María Simón Gimeno    | PSPV-PSOE |
| 1987-1991 | José María Simón Gimeno    | PSPV-PSOE |
| 1991-1995 | José María Aznar Monferrer | PP        |
| 1995-1999 | José María Aznar Monferrer | PP        |
| 1999-2003 | Joaquim Albinyana Gimeno   | PSPV-PSOE |
| 2003-2007 | José María Aznar Monferrer | PP        |
| 2007-2011 | José María Aznar Monferrer | PP        |
| 2011-2015 | José María Aznar Monferrer | PP        |
| 2015-2019 | Cristina Civera Balaguer   | PSPV-PSOE |
| 2019-2023 | Cristina Civera Balaguer   | PSPV-PSOE |
| 2023-act. | Cristina Civera Balaguer   | PSPV-PSOE |

En la XII legislatura, la corporación municipal está compuesta de la siguiente forma:
| Corporación municipal Museros                                              | Corporación municipal Museros | Corporación municipal Museros |
| -------------------------------------------------------------------------- | ----------------------------- | ----------------------------- |
| Partidos políticos                                                         |                               | PSPV-PSOE                     |
| Partidos políticos                                                         | EUPV-Podem                    |                               |
| Cargo                                                                      | Titular                       | Titular                       |
| Alcaldesa                                                                  |                               | Cristina Civera Balaguer      |
| Hacienda, Seguridad Ciudadana, Agricultura, Personal y fiestas             |                               | Cristina Civera Balaguer      |
| Urbanismo, Infraestructuras, Bienestar Social, Industria, Turismo e ITC    |                               | Vicente Pérez Costa           |
| Políticas de Igualdad de Género, Políticas Inclusivas, Juventud e Infancia |                               | Irene Guedes Fernández        |
| Comercio, Salud y Mayores                                                  |                               | Juan José Carrión Rubio       |
| Cultura, Promoción Lingüística y Ocupación                                 |                               | Laura Brisa Alfonso           |
| Educación y Deportes                                                       |                               | Agustín Muedra Jornet         |
| Transición Ecológica y Consumo responsable                                 |                               | Beatriz Sánchez Botello       |

La alcaldía del municipio en la actualidad está en manos de Cristina Civera Balaguer, perteneciente al partido político PSPV-PSOE, además de encargarse de las concejalías de Hacienda, Seguridad Ciudadana, Agricultura, Personal y fiestas. En su equipo de Gobierno constan: Vicente Pérez Costa -concejal de Urbanismo, Infraestructuras, Bienestar Social, Industria, Turismo e ITC-, Irene Guedes Fernández -concejala de Políticas de Igualdad de Género, Políticas Inclusivas, Juventud e Infancia-, Juan José Carrión Rubio -concejal de Comercio, Salud y Mayores-, Laura Brisa Alfonso -concejala de Cultura, Promoción Lingüística y Ocupación-, Agustín Muedra Jornet -concejal de Educación y Deportes- y Beatriz Sánchez Botello -concejala de Transición Ecológica y Consumo responsable-.
Pese a predominar una alcaldía del Partido Socialista del País Valenciano en la historia del municipio, lo cierto es que suele haber una alternancia de partidos cada cierto tiempo. El alcalde que más años ha estado al frente de Museros ha sido José María Aznar Monferrer, en representación del Partido Popular.

## Patrimonio

### Patrimonio religioso
- Iglesia parroquial de la Asunción: Se acabó de construir en 1734, sustituyendo al antiguo templo que en 1415 edificara la orden de Calatrava. Es un edificio con torre campanario, de una sola nave con capillas laterales y decoración de azulejos típicos valencianos. Está dedicada a la Virgen de la Asunción pero también contiene retablos con las imágenes de San Roque y la Virgen del Carmen, junto, por supuesto, a una escultura de Cristo en la Cruz.[5][15][16]
- Masía de San Onofre. Este antiguo edificio dominico fue fundado en 1471.[5] Si bien hasta el siglo XVIII era utilizado como un convento por los frailes dominicos, a partir de 1811 tuvo un importante papel durante la Guerra de la Independencia Española, ya que fue el baluarte desde el que los vecinos se defendieron de los ataques de las tropas del general Suchet. La estructura quedó destrozada después de la batalla, lo que obligó a la Orden dominica a abandonar Museros.[15][17]
- Ermita de San Roque. De 1542 y estilo barroco, es una edificación muy sencilla -únicamente tiene un altar-[18] concebida según el modelo de las iglesias "de Conquista". Es un símbolo de devoción a San Roque muy utilizado por los católicos, sobre todo en las fiestas patronales de agosto, pues es donde se reúnen las procesiones más multitudinarias de la comarca.[15]

### Patrimonio civil
- Casa jardín de Teodoro Llorente. Situada en la plaza del pueblo, era el lugar de descanso del más importante poeta de la Renaixença valenciana.[15] En ella aún se pueden encontrar diversos documentos del escritor, además de su jardín, de donde salía cada año la flor que se utilizaba para presentar los Juegos Florales de Valencia.[19]

## Urbanismo

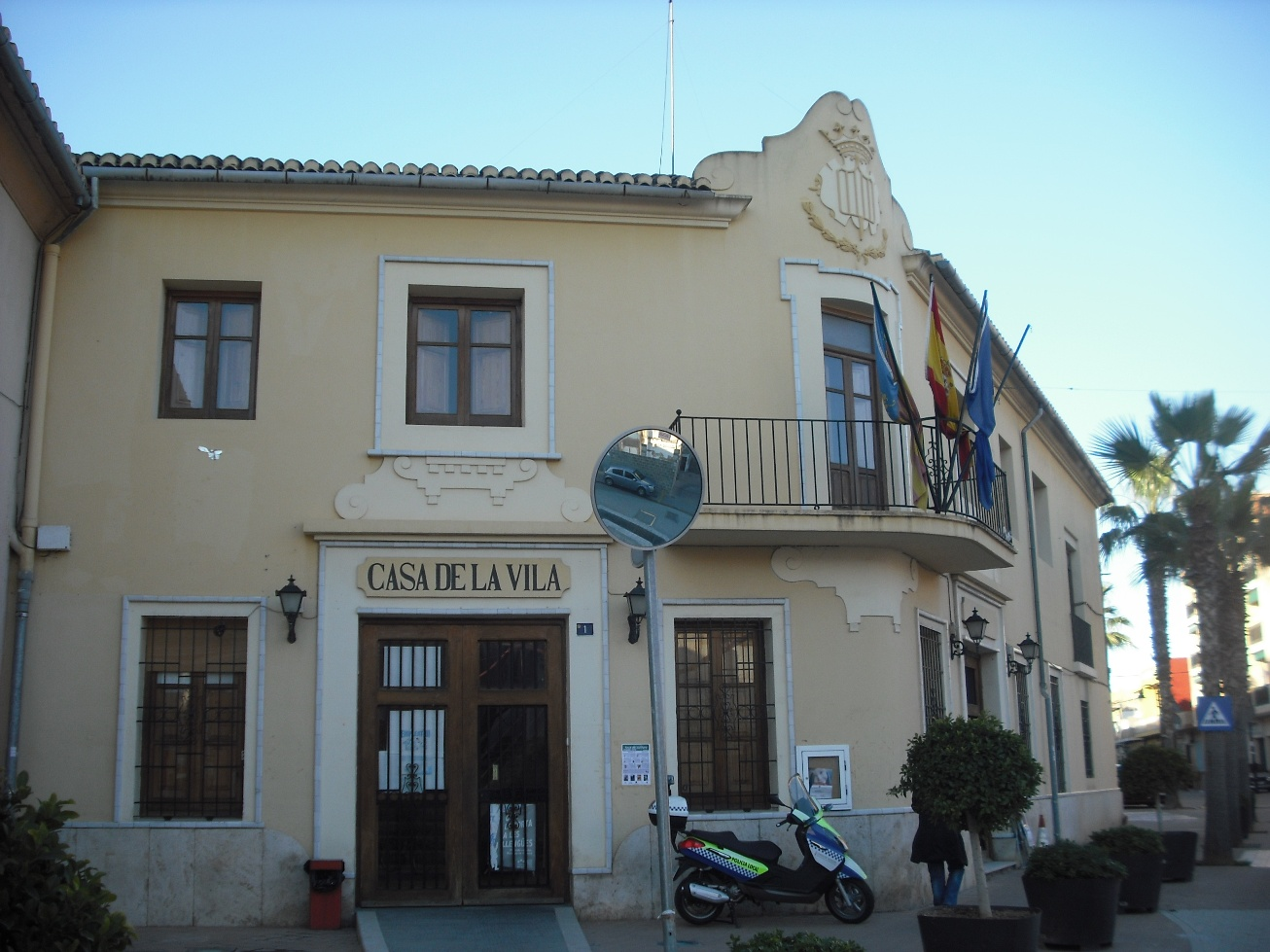
Ayuntamiento de Museros

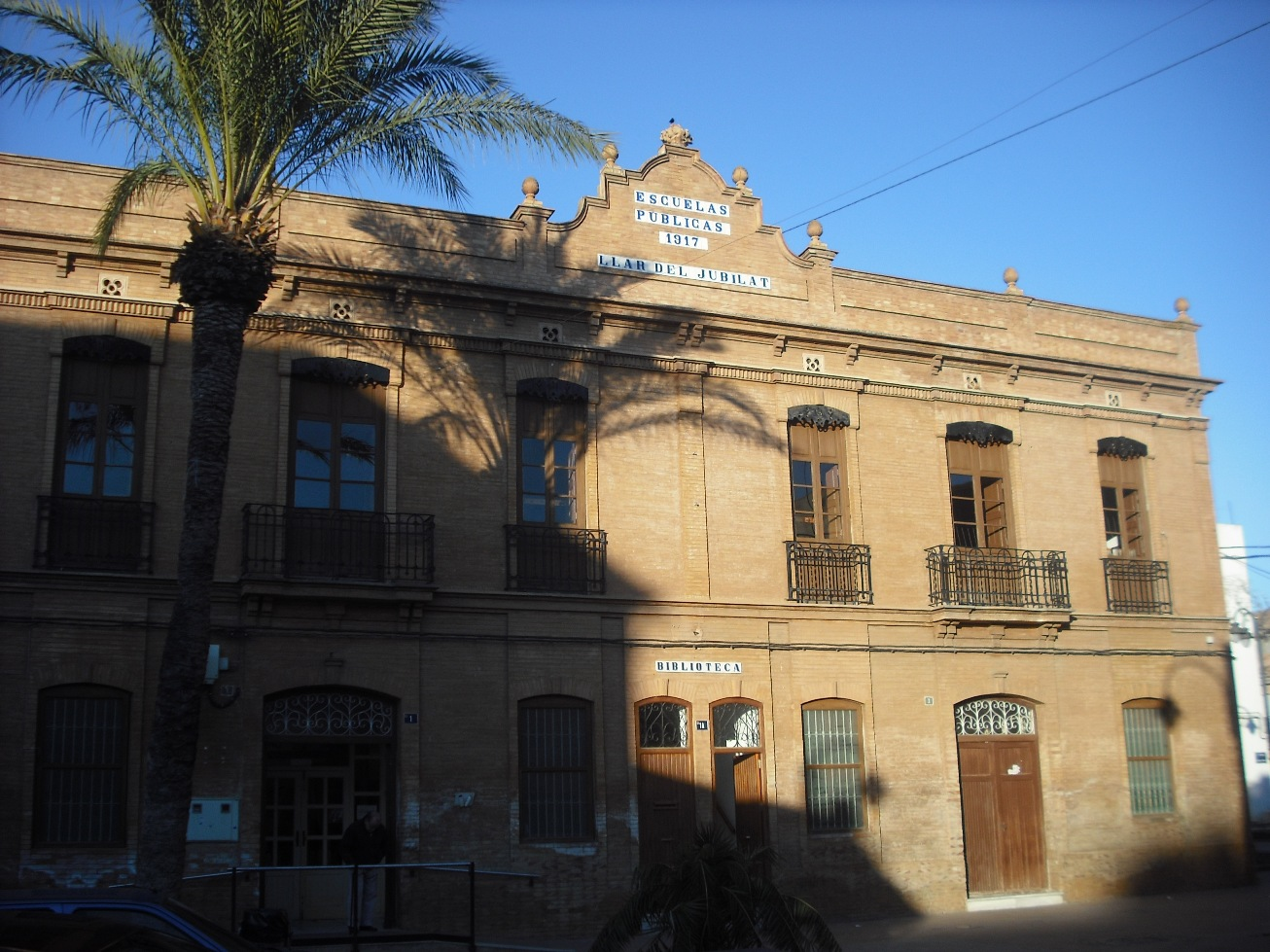
Antigua escuela de Museros

El núcleo urbano se estructura a lo largo de la calle Mayor, que enlaza con el camino que conduce hacia la carretera de Barcelona a través de la calle Nueva. Cerca de la calle Mayor se halla la plaza del Castillo, lugar donde se originó la villa y donde se hallan la iglesia y el ayuntamiento, así como lugares tradicionales como la calle del Horno o de la Carnicería. El extremo occidental enlaza con la ermita de San Roque, mientras que en la zona nueva, está prácticamente conurbado con Masamagrell.

## Cultura
- Fiestas Mayores. Celebra sus fiestas en honor a San Roque el 16 de agosto. Dentro de los festejos, destaca su "14 d'agost", día grande dedicado al toro bravo. El 'día grande' comienza con un encierro de toros, que prosigue por la tarde con la suelta de varios toros de importantes hierros y, por la noche, el tradicional toro embolado, que cada noche de la 'semana taurina' es organizado por una ganadería diferente.[20]

La última noche, que es la posterior al 'día grande', se realiza el concurso de recortes, donde recortadores del pueblo tratan de entretener a los espectadores con sus peligrosas maniobras. Para finalizar la celebración, el Ayuntamiento de Museros organiza una discomóvil.
- Nit Estellés. A lo largo de la segunda quincena de septiembre, Museros celebra la Festa Estellés (o Sopar Estellés), una cena al aire libre en la cual los muserencos y muserencas recitan poemas del escritor de Burjasot Vicent Andrés Estellés y, más generalmente, poesía escrita en lengua valenciana. Se trata de una exaltación festiva de la lírica, la literatura y la alta cultura del País Valenciano.[21][22]
- Juliols musicals y Concierto de Navidad. También son destacables los llamados "Juliols musicals",[23] un ciclo de conciertos celebrados a lo largo de los fines de semana estivales del mes de julio, donde artistas reconocidos de distintos rincones del País Valenciano, así como las formaciones musicales locales (la Societat Unió Musical de Museros, el Cor de la SUMM y la Museros Big Band), interpretan piezas clásicas y contemporáneas al aire libre, en el patio exterior de la Casa de Cultura. Asimismo, también cabe destacar el tradicional concierto de Navidad, ofrecido por las citadas Societat Unió Musical de Museros, Cor de la SUMM y Museros Big Band, donde se mezclan villancicos clásicos y versiones jazzísticas de grandísima calidad interpretativa. Al concierto navideño se le acompaña con una diversidad de actos para toda la familia, además de la instalación de un belén a gran escala, que todos los años queda a cargo de la Asociación de Amigos del Belén y puede visitarse en la Casa de Cultura.[20]
- Societat Unió Musical Museros. Esta asociación sin ánimo de lucro de 90 años de historia tiene como objetivo difundir la cultura y la enseñanza musical entre Museros y sus alrededores. La sociedad está declarada como Bien de Interés Cultural Inmaterial por el Decreto 68/2018, del 25 de mayo, y como Manifestación Representativa del Patrimonio Cultural Immaterial por el Real Decreto 229/2021, del 30 de marzo.[24][25]

## Gastronomía típica
- Arroces. Si bien la Comunidad Valenciana es conocida por su especialidad en los arroces, Museros también cumple la norma. La paella valenciana, el arroz al horno y el arroz a banda son los tipos de arroz más habituales y, al ser Museros un municipio caracterizado por su gran tradición agrícola, los productos son frescos y de una calidad excelente.[26]
- Embutidos y quesos. Museros produce embutidos y quesos artesanales, tales como el longanizo casero, el chorizo, la sobrasada, la butifarra y los quesos de cabra u oveja.[26]
- Turrones y dulces. Siendo más característicos de la Navidad, estos tienen un largo recorrido histórico y una producción pura artesanal. Entre ellos se pueden encontrar: los turrones de almendra y los turrones blandos y duros, además de los rollos de anís y los mantecados.[26]
- Vinos y licores. Museros ofrece una gran calidad en sus distintos tipos de vinos: tintos, blancos y rosados. Asimismo, los licores locales son tradicionales y, en su mayoría, caseros: el licor herbero y el de crema de café.[26]

## Hermanamientos
- St. Georgen, Alemania[27]